# Kohler (Wisconsin)
Kohler és una població dels Estats Units a l'estat de Wisconsin. Segons el cens del 2000 tenia 1.926 habitants.

## Demografia
Segons el cens del 2000, Kohler tenia 1.926 habitants, 737 habitatges, i 568 famílies. La densitat de població era de 136,7 habitants per km².
Dels 737 habitatges en un 38,7% hi vivien nens de menys de 18 anys, en un 71,4% hi vivien parelles casades, en un 3,9% dones solteres, i en un 22,9% no eren unitats familiars. En el 21% dels habitatges hi vivien persones soles el 10,3% de les quals corresponia a persones de 65 anys o més que vivien soles. El nombre mitjà de persones vivint en cada habitatge era de 2,61 i el nombre mitjà de persones que vivien en cada família era de 3,06.
Per edats la població es repartia de la següent manera: un 28,8% tenia menys de 18 anys, un 3,3% entre 18 i 24, un 27,5% entre 25 i 44, un 27,9% de 45 a 60 i un 12,5% 65 anys o més.
L'edat mediana era de 40 anys. Per cada 100 dones de 18 o més anys hi havia 93 homes.
La renda mediana per habitatge era de 75.000 $ i la renda mediana per família de 86.123 $. Els homes tenien una renda mediana de 53.839 $ mentre que les dones 32.188 $. La renda per capita de la població era de 39.355 $. Aproximadament el 2,6% de les famílies i el 2,8% de la població estaven per davall del llindar de pobresa.

## Poblacions més properes
El següent diagrama mostra les poblacions més properes.